# Bishop's Stortford Football Club
Il Bishop's Stortford Football Club è un club calcistico inglese
che risulta iscritto alla National League North e gioca nell'omonima città, nello Hertfordshire.
Gioca presso il Woodside Park, stadio di recente costruzione (2002), capace di 4000 spettatori (523 posti
a sedere) e situato in prossimità dello Stansted Airport.

## Storia

### Gli albori
Il club prese vita nel gennaio del 1874 presso il Chequers Hotel di Bishop's Stortford. La prima stagione vide la squadra ottenere 3 vittorie e 7 pareggi su 15 partite disputate con la prima casacca ufficiale, dai colori verde e rosso. Va detto però che quelle partite erano amichevoli e che sarebbero trascorsi molti anni prima che il club si iscrivesse alla
Hertfordshire FA nel 1885.
Dopo aver raggiunto buoni risultati in leghe minori, nel 1929 la società fu inserita nella seconda
divisione Est della Spartan League e tre anni dopo fu promossa nella prima divisione.

### Dal secondo dopoguerra agli anni '80
Il Bishop's Stortford F.C. mantenne saldamente le sue posizioni nella prima divisione della Spartan League sino alla
creazione della Delphian League, avvenuta nel 1951. Gli anni sessanta furono un periodo denso di soddisfazioni per la società, dato che ottenne una serie di ottimi piazzamenti in Athenian League, culminati con il primo posto in Premier Athenian conquistato nella stagione 1969-70. Questo avvenimento proiettò il club nella Isthmian League:
l'apice fu raggiunto con il terzo posto, ottenuto nella stagione 1973-74, miglior risultato di sempre.
È indubbio, però, che la soddisfazione più grande fu la vittoria in FA Amateur Cup, ottenuta nel 1974 ai danni dell'Ilford per 4-1. I marcatori di quella storica partita sono ricordati con nostalgia ancor oggi: Dave Lawrence, Peter Leakey, Dennis Murphy e Martin Smith. Avrebbe dovuto sfidare la Miranese per la Coppa Ottorino Barassi, ma per difficoltà organizzative il torneo non venne disputato.
Dopo un paio di campionati interlocutori, nel maggio 1981 il Bishop's Stortford F.C. conquistò anche il FA
Trophy ai danni del Sutton United.
La FA Cup vide il club lottare orgogliosamente nella stagione 1982-83: dopo aver superato Harlow Town,
Reading e Slough Town, la squadra pareggiò 2-2 a Middlesbrough ma perse il replay a campi invertiti.

### Dagli anni '80 ai giorni nostri
I tardi anni '80 videro affermarsi come allenatori del club due ex giocatori, John Redford e Terry Moore.
Grazie alla loro guida il club vinse coppe di lega e tornei a valenza locale.
A partire dal 1997 il Bishop's Stortford F.C. lasciò lo storico terreno di gioco storico di Rhodes Avenue, per
approdare a Dunmow Road. Al termine della stagione 1998-99 il club retrocesse, tuttavia il 17 luglio 1999 venne
orgogliosamente inaugurato il nuovo stadio di Woodside Park con un'amichevole contro il Norwich City.
Curiosamente, la squadra detiene un record singolare: ha giocato, vincendo 3-5, l'ultimo match di Ryman
League del ventesimo secolo, in data 30 dicembre 1999 a Chertsey.
Problemi legati alla qualità del terreno di gioco durati qualche stagione impedirono alla squadra
di compiere il salto di qualità, che alla fine arrivò nel 2002, con una nuova promozione in Ryman League.
La squadra acquistò poi l'ex Arsenal ed internazionale liberiano Christopher Wreh, ma nonostante la grande eco Wreh giocò solo una partita, peraltro andando a segno contro l'Hendon.
In seguito alla ristrutturazione della piramide calcistica inglese, al termine di un paio di stagioni
il Bishop's Stortford F.C. si inserì nell'attuale Conference South. Nella stagione 2004-2005 raggiunge per la seconda volta nella sua storia la semifinale di FA Trophy.

## Allenatori
- John Radford (1987-1989)
- Ian Walker (2011-2012)
- Kevin Watson (2017-2018)
- Jamie Cureton (2018-2020)

## Palmarès

### Competizioni nazionali
- Isthmian League: 3

1980-1981, 1993-1994, 2022-2023
- Athenian League: 1

1969-1970
- FA Trophy: 1

1980-1981
- FA Amateur Cup: 1

1973-1974
- Isthmian Football League Cup: 1

1988-1989

### Competizioni regionali
- Stansted & District League
  - 1910/11, 1912/13, 1919/20
- Saffron Waldon & District League
  - 1911/12, 1912/13, 1913/14
- East Herts League
  - Division One 1919/1920
- Spartan League
  - Division Two (East) 1931/32
- Delphian League
  - 1954/55
- Athenian League
  - Division One 1965/66

- London Senior Cup: 1

1973-1974

### Altri piazzamenti
- Athenian League:

Secondo posto: 1966-1967
Terzo posto: 1967-1968
- Isthmian League:

Secondo posto: 2021-2022